# Richrath
Richrath ist der im Norden gelegene Stadtteil der Stadt Langenfeld (Rheinland).

## Geografie

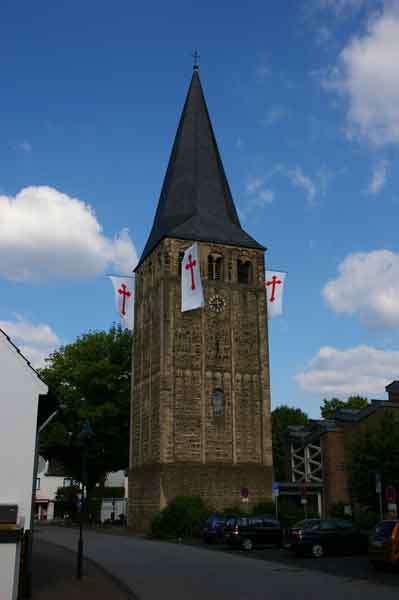
St. Martin zu Pfingsten mit Flaggenschmuck

Richrath bildet mit dem sich östlich angrenzenden Wiescheid den Norden der Stadt Langenfeld. Südlich Richraths schließt sich zunächst Immigrath an, dem die weiteren Stadtteile Langenfeld-Mitte und Reusrath folgen. Den Südwesten bildet das ebenfalls zu Langenfeld zählende Berghausen. Die Nordgrenze verläuft zu den Düsseldorfer Stadtteilen Hellerhof und Garath sowie zur Stadt Hilden, letztere gehört ebenfalls dem Kreis Mettmann an. Das Gelände Richraths, auf der Mittelterrasse des Rheins (auch Heideterrasse genannt) gelegen, ist überwiegend eben. Offene Wasserläufe sind Assenbach, Burbach, Götscher Bach, Riethrather Bach sowie der meist trockene Oerkhausgraben (Stadtgrenze zu Hilden). Größere Wasserflächen, Grundwasserseen, sind durch großflächige Auskiesungen entstanden. Sie werden zum Teil als Naherholungsgebiete oder von Sportanglern genutzt. Weitere Bodenschätze außer Kies und Sand sind nicht bekannt.

## Geschichte

### Zum Namen
Richrath, so habe es bereits Josef Hünermann in der Zeitschrift des Bergischen Geschichtsvereins 1932/33 ausgeführt, sei die Rodung (-rath bedeutet Rodung) eines Richard gewesen. Unter Verweis auf das Memoirenbuch des Gereonstiftes zu Köln wird die historische Person eines Grafen Richarius angeführt, der schon in den Jahren 966 und 973 urkundlich nachweisbar sei. Man könne kaum fehlgehen, diesen als den Gründer Richraths anzusehen, resümiert noch Müller im Jahre 1955.
Der Namenforscher Heinrich Dittmeier hält hinsichtlich der Silbe Rich- ebenfalls eine historische Persönlichkeit als Namensgeber für möglich. Allerdings gibt er weitere Deutungen an: So könne auch ein „enger Gang“, eine „Dornenhecke“ oder ein „Gebüschstreifen“ mit Rich- gemeint gewesen sein. Ein weiterer Forscher, Hans Bahlow, vermutet dagegen einen Namen keltischen Ursprungs, der sich mit Wasser, Sumpf, Schlamm, Moder oder Moor in Verbindung bringen ließe.
Wie dem auch sei, die Ausgrabungen an der St. Martinus-Kirche jedenfalls lassen inzwischen zumindest den Grafen „Richarius“ als den Gründer Richraths ausscheiden. Schließlich wurde hier der Knochen eines Menschen entdeckt, dessen Ableben von den Forschern mit Hilfe der Radio-Carbon-Methode exakt auf das Jahr 796 bestimmt wurde. Mutmaßlich wird die Person zudem an einem hölzernen Gotteshaus bestattet worden sein, auch wenn hierzu keine archäologischen Funde mehr gemacht werden konnten. Denn wenn Richrath um 800 bereits mit Gotteshaus bestand, kann der urkundlich erst 966 in Erscheinung getretene Graf nicht der Gründer des Dorfes gewesen sein.

### Frühe Aufzeichnungen
So ist der Siedlungsbeginn wegen des unbekannten Namensgebers bzw. der unbekannten Siedlergemeinschaft nicht mehr nachvollziehbar. Ohnehin lassen Funde seit der Steinzeit in Reusrath und Wiescheid eine andauernde Besiedlung des hiesigen Raumes vermuten, selbst wenn die Besiedlung wegen des Wegzugs germanischer Stämme in das römische Reich über Jahrhunderte nur sehr spärlich gewesen ist. Urkundlich erwähnt und damit für die Geschichtsforschung nachweisbar wird Richrath erstmals in den Jahren 1090/1120 als „Ruchrothe“. Die Urkunde bezieht sich auf eine von den Stiftsherrn des Suitbertus-Stiftes Kaiserswerth ausgeschriebene Weißbrotspende, zu der Richrath zwölf Pfennige beitrug. Dieser ersten Nennung Richraths folgen dann 1299 Hüsgen („Husigin“), 1302 Riethrath („Reterode“), 1336 Örkhaus („Udinghusen“ – heute Hilden) und 1336 Bräuhaus („Bruhoyve“).

### Richrath als Kirchspiel und Herrschaft

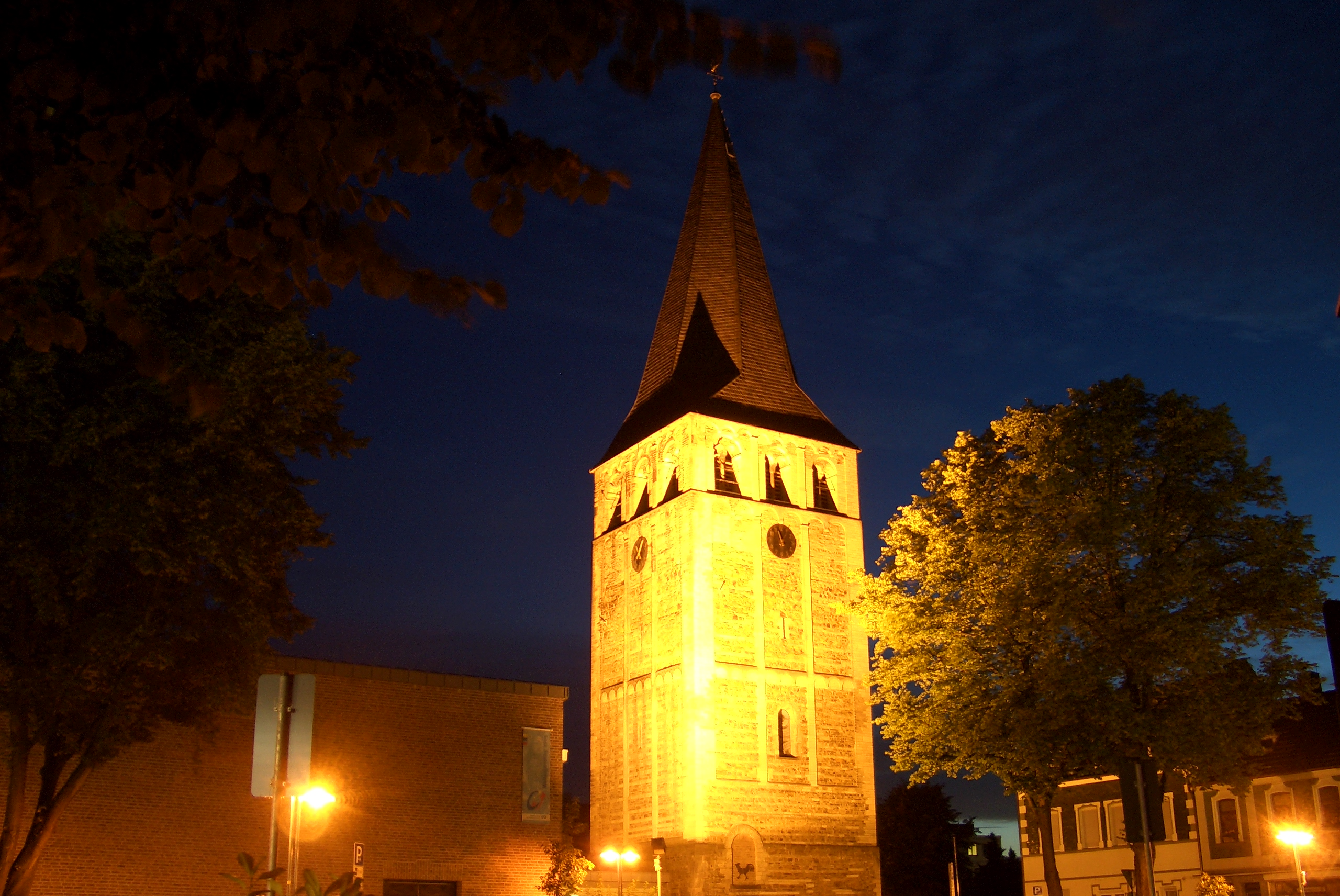
Kirchturm St. Martin

Viel ist mit der Aufzählung einiger weniger Urkunden nicht gewonnen. Daher versucht die Forschung zudem, mit Vergleichen mehr Licht in die Vergangenheit zu bringen. Eine Möglichkeit bietet die Namenforschung gemeinsam mit der Auswertung vorhandener schriftlicher Aufzeichnungen. Im Blickpunkt stehen dabei unter anderem auch die Endungen der Ortsnamen. So ging man bisher davon aus, dass Orte mit der Endung auf -rath im 10. Jahrhundert gegründet wurden. Archäologische Erkenntnisse aus Richrath und neuerdings aus Reusrath aber haben diese Auffassung nunmehr ins Wanken gebracht. Grund sind die deutlich älteren Spuren der Besiedlung, die an beiden Kirchen gefunden wurden. Aufgrund der Ergebnisse geht man nunmehr davon aus, dass die Orte auf -rath gut einhundert Jahre früher als bisher angenommen gegründet worden sein könnten.
Und noch weitere Indizien sprechen für die frühere Besiedlung: St. Martinus ist dem heiligen Martin von Tours (315–397)) geweiht und wird im 16. Jahrhundert als Investiturkirche von Haan genannt. Haan aber findet bereits 925 urkundlich Erwähnung. Zudem lassen Scherbenfunde in Richrath-Nord vermuten (wie auch an anderen Stellen des Stadtgebietes, zum Teil aus der Eisenzeit (Hallstatt- und La-Tène-Zeit), dass die Siedlungsgeschichte in Richrath sogar bis in das 6. (nachchristliche) Jahrhundert zurückreichen könnte.
Hinsichtlich der Organisation des Gemeinwesens ist ebenfalls nur Bruchstückhaftes bekannt. Wohl nicht mehr Stand der Forschung ist die Annahme einer Markgrafschaft Richrath. Unstreitig aber wohl begann die (Kirchen-)Geschichte mit der Zugehörigkeit eines Kirchspiels Richrath zum Dekanat Neuss. Um 1289 wird das Kirchspiel erstmals urkundlich erwähnt, bis es dann am 30. Dezember 1666 aus der Verwaltung des Amtes Monheim in die Herrschaft Richrath überführt wurde.
Richrath bildete während des gesamten Mittelalters bis zur Franzosenzeit mit den Honschaften Berghausen, Immigrath und Wiescheid einen gemeinsamen Verband, während Reusrath hiervon stets getrennt blieb. Im französischen Satellitenstaat Großherzogtum Berg wurde 1808 aus Richrath und Reusrath nach französischem Vorbild die Mairie (Bürgermeisterei) Richrath gebildet, deren erste Sitzung am 26. August 1808 war. Sie gehörte zum Kanton Richrath im Arrondissement Düsseldorf des Großherzogtums.
Nachdem Berg 1814 an Preußen gefallen war, wurde aus der bergischen Mairie Richrath die preußische Bürgermeisterei Richrath im neuen Kreis Solingen. Sie war in die beiden Landgemeinden Richrath und Reusrath unterteilt. Die Richrather Bürgermeister waren von 1814 bis 1851 in Personalunion gleichzeitig Bürgermeisterei der benachbarten Bürgermeisterei Monheim, so dass in dieser Zeit manchmal auch von einer Samtgemeinde Richrath-Monheim gesprochen wurde.
Durch Erlass des Königs von Preußen erfolgte am 1. April 1910 die Verschmelzung der beiden Gemeinden Richrath und Reusrath zur Gemeinde Richrath-Reusrath. Die konstituierende Sitzung des hierzu neugewählten Gemeinderates fand am 9. Juni 1910 statt. Die Gemeinde Richrath-Reusrath wurde am 11. November 1936 in Langenfeld (Rheinland) umbenannt. Am 14. September 1948 ging aus der Gemeinde die Stadt Langenfeld (Rhld.) hervor.

### Richraths Kirchen

#### St. Martinus
St. Martinus ist die römisch-katholische Kirche von Richrath. Ihre Geschichte reicht zurück in die Christianisierung des Rheinlands. Der heutige Bau des Kirchenschiffs geht zurück auf das Jahr 1965/66. Der Turm stammt aus dem 12. Jahrhundert. Seit dem 1. Januar 2011 gehört die Kirche zur katholischen Kirchengemeinde St. Josef und Martin.

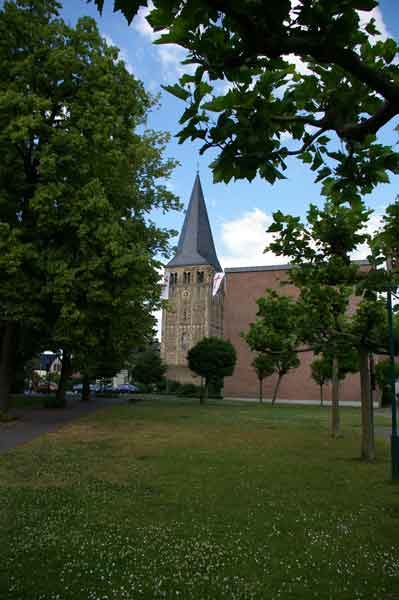
St. Martin vom Frankenplatz aus gesehen
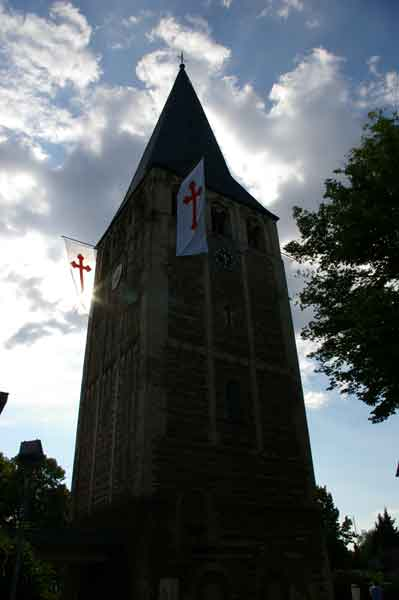
St. Martin im Gegenlicht
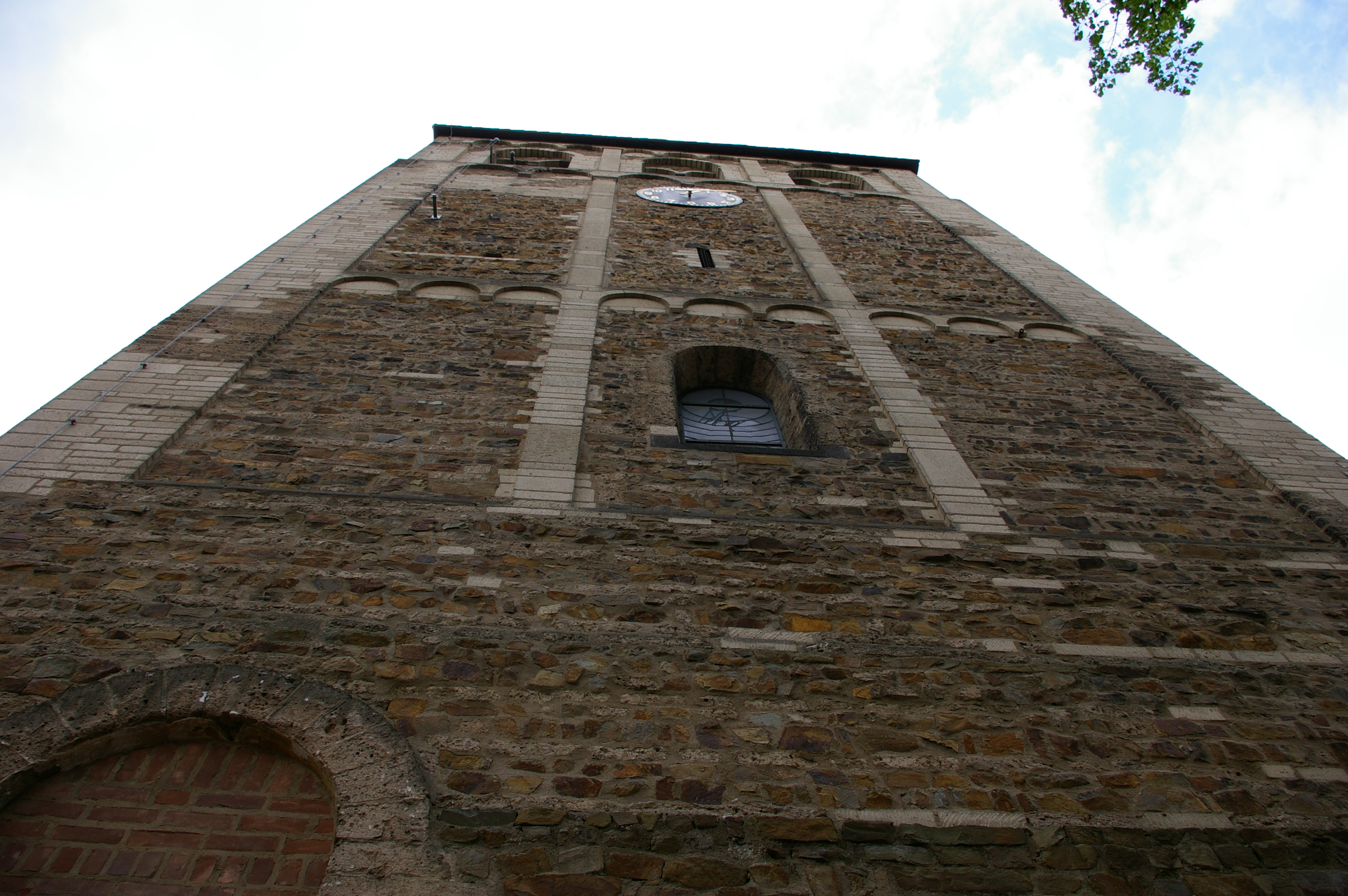
Kirchturm St. Martin
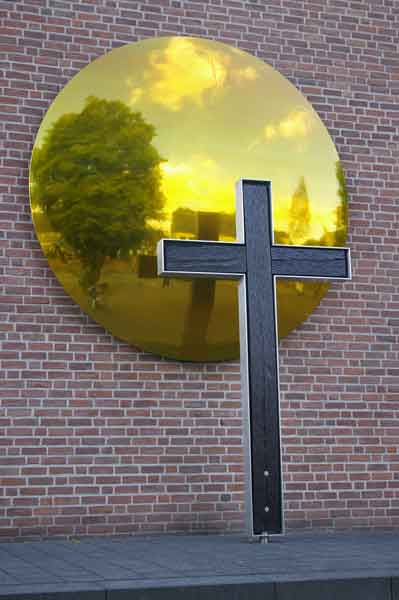
Kreuz der Piuskirche

#### Tochterkirche St. Pius

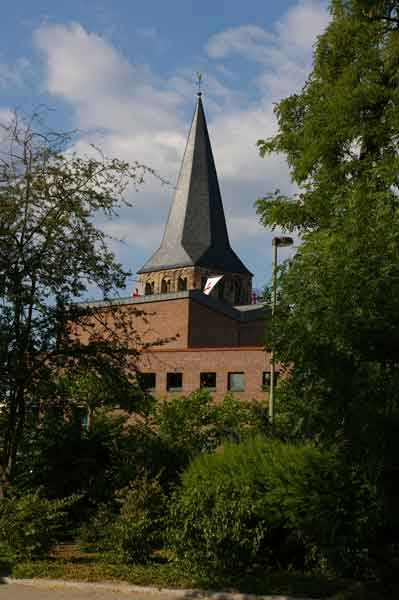
Turm von St. Martin aus Sicht der Martinschule

1973 wurde aufgrund gestiegener Gläubigen-Zahlen im nach dem Krieg entstandenen Richrath-Nord die Pius-Kirche als Tochterkirche von St. Martinus geweiht. Ein verändertes Verhalten in der Religionsausübung führte jedoch allmählich zu einer steten Abnahme der Gottesdienst-Besucher, so dass die Kirche vor wenigen Jahren wieder geschlossen wurde. Das einst vor der Kirche stehende große Holzkreuz wurde inzwischen eingefasst und präsentiert sich nunmehr vor einem goldfarbenen Spiegel an der Ostseite der St. Martinus-Kirche in der Kaiserstraße.

#### Evangelische Lukaskirche
Eine Welle starken Bevölkerungszuwachses auch von Menschen evangelischen Glaubens durch Ostvertriebene nach 1945 erforderte die Errichtung neuer Gotteshäuser. So stieg die Zahl der Einwohner insgesamt in einem bis dahin nicht gekannten Maß. Wuchs die Einwohnerzahl von 1905 bis 1945 noch um nur 8.575 Personen, stieg sie in den 40 Folgejahren bis 1985 um 28.671 Personen an. Die seit 1. Februar 1961 offiziell die Bezeichnung „Evangelische Kirchengemeinde Langenfeld“ führende, seither mit dem Gebiet der Stadt identische Gemeinde reagierte auf den Zuzug von Protestanten in den Jahren 1960/1964 mit dem Bau des neuen Gemeindehauses an der Kaiserstraße. Diesem folgte in den Jahren 1970/1972 nach Plänen des Architekten Nathow die Lukaskirche mit sehenswerten Fenstern des Glasmalers Henk Schilling nach.

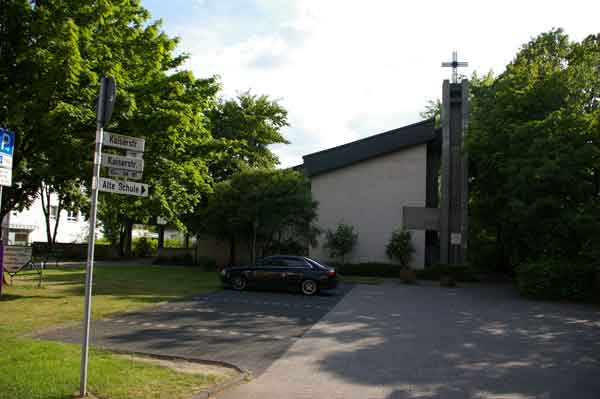
Lukaskirche in Richrath
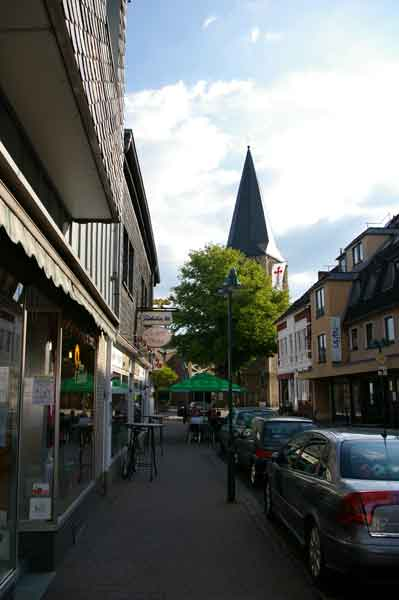
Kaiserstraße in Richrath
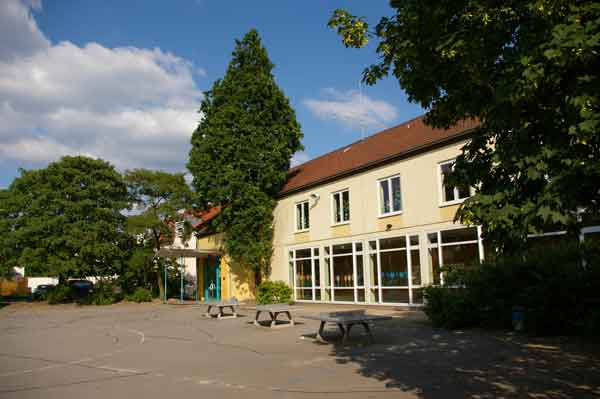
Martinusschule
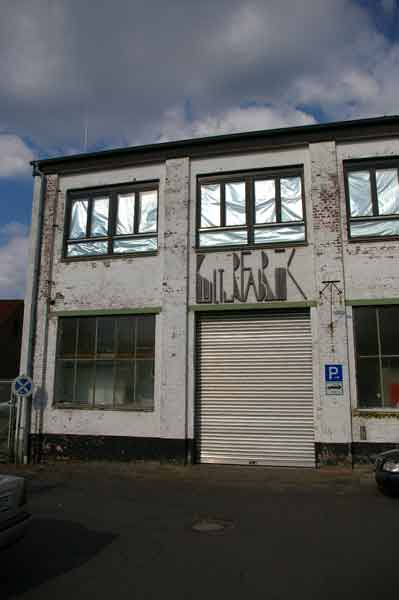
Schaustall

### Schlaglichter aus der Geschichte

#### Das Krankenhaus St. Martinus
Kranke, die der Pflege bedurften, mussten in früherer Zeit entweder zu Hause gepflegt oder aber in weit entfernte Krankenhäuser gebracht werden. Anlaufstelle für solche Patienten wurden dann etwa das Krankenhaus zu Kaiserswerth (gegründet 1845), die Heilanstalt in Bonn (1847), die Anstalt Bethel (von Bodelschwinghsche Stiftungen Bethel) bei Bielefeld (1887) oder gar das Landarmenhaus in Trier (1893). Um diesen Übelstand zu beseitigen, ergriff der Pfarrer an St. Martin, Wilhelm Boddenberg, die Initiative zur Gründung eines Krankenhauses für die inzwischen über 7000 Einwohner zählende Bürgermeisterei Richrath. Auf seinen Antrag genehmigte der Erzbischof von Köln am 23. April 1892 die Einrichtung als eine Niederlassung der armen Franziskanerinnen aus dem Mutterhaus zu Olpe. 1890 erwarb der Pfarrer das Haus des verstorbenen Vikars Martin Bürsgens und stellte es den Franziskanerinnen zur Verfügung. Aus Olpe kam dann am 1. August 1892 die Zusage der Oberin, die hierfür notwendigen Schwestern zu entsenden. Am 4. Juni 1893 trafen die ersten vier Franziskanerinnen in Richrath ein. Für die Behandlung konnte man Dr. Müller, einen Hausarzt mit Lazaretterfahrung gewinnen. Schlusspunkt war die seitens des Pfarrers Boddenberg ausgestellte „Concession zum Betriebe eines Krankenhauses zu Richrath“ vom 9. Januar 1894.
Das Krankenhaus entwickelte sich rasch, die Chronik ist voll von Umbauten, Landkäufen, Erweiterungen und Modernisierungen. So eröffneten die Schwestern 1906 eine Koch- und Haushaltungsschule, später ein Kinderheim und bereits 1914 einen Kindergarten. Im Ersten Weltkrieg dienten mehrere Räume als Lazarett. Nach dem Tod des Gründers planten und koordinierten dann der Pfarrer Theodor Breuer sowie der Arzt Dr. Oskar Prigge die weiteren Ausbaumaßnahmen.
Bereits 1924 verfügte das Krankenhaus über 175 Betten. Mit 25 Krankenschwestern und 5 Ärzten war es eine der größten Krankenhäuser des Kreises Solingen. Und 1933 trat mit Berufung Chirurgen und Gynäkologen Dr. Eugen Löhe erstmals ein ärztlicher Leiter seinen Dienst an, der sich ausschließlich auf die Krankenhausarbeit konzentrierte. Für 1989 schließlich werden 201 Betten angegeben und es standen 274 Mitarbeiter, darunter 27 Ärzte im Dienste der Patienten.

#### Die Pferdebestattung vom Götscher Weg
Von einer Pferdebestattung auf dem Götscher Weg wird berichtet, die dort bei Kanal-Bauarbeiten in den 1960er Jahren entdeckt wurde. Sie sei womöglich durch das Rheinische Landesmuseum Bonn nicht dokumentiert worden. Vermutet wird eine Beibestattung neben der Grablege eines türkischen Sultans, der in der Zeit der Türkenkriege ein Vorauskommando befehligte. Türkische Säbel, die sich im Heimatmuseum auf Schloss Burg befinden, sollen möglicherweise diesem Ereignis zugeordnet werden können. Derzeit sehen sich leider türkische Behörden außerstande, über die (einstmals geheimen) militärischen Einsätze ihrer Truppen zu berichten, es sei denn, die Anfrage wird konkret mit dem Namen des Anführers benannt.

#### Der Fund der Mercurius-Statuette
Ein Fund besonderer Art, mutmaßlich von einem römischen Handelsreisenden verloren, ist eine 10,7 cm hohe Mercurius-Statuette aus Bronze, die der neunjährige Schüler Götz Neumann 1976 im sandigen Aushub auf einer Baustelle auf der Kirschstraße fand. Sie weist auf die vielfältigen Handelsbeziehungen seit dem Altertum hin, die 1774 zur Einrichtung einer Posthalterei führten. Im Rheinischen Landesmuseum Bonn werde der Fund wie folgt beschrieben:

„Die unscheinbare Statuette ist grün patiniert, stellenweise stark korrodiert und auch modern beschädigt. Ein Sockel fehlt. Dargestellt ist Mercurius, der Götterbote und Schutzgott des Handels im römischen Pantheon. Der Gott steht auf dem rechten Bein, das linke ist zurückgesetzt. In der vorgestreckten rechten Hand hält er einen übergroßen Geldbeutel. Der linke Arm ist leicht angewinkelt, die Hand umfasste ehemals den Heroldsstab. Mercurius ist bis auf einen knappen Mantel, der auf der rechten Schulter von einer Kopffibel gehalten wird, die linke Schulter verhüllt und über den linken Unterarm herabfällt, unbekleidet. Er wendet den Kopf nach rechts; eine flache Kappe mit einem schmalen, hochaufragenden Flügelpaar bedeckt das Haar. Der Gott trägt Flügelschuhe. Die Mercurius-Statuette aus Langenfeld zeigt einen Darstellungstypus, der in römischer Zeit beliebt war und, von gewissen Variationen abgesehen, auf ein griechisches Vorbild des 5. Jahrhunderts vor Christus zurückgeht; er ist häufig belegt. Die handwerkliche Ausführung der Statuette ist von geringer Qualität. Dem Bronzegießer standen offenbar auch nur bescheidene künstlerische Mittel zur Verfügung, um Bewegungsablauf und Plastizität des Körpers auszuschmücken. Vieles wirkt plump, allzu oft zeichnen lediglich grobe Linien die spannungslose Muskulatur.“

So sei zu dann auch festzuhalten, dass der Fundort wichtig sei, nämlich jenseits des Rheins in germanischem Siedlungsgebiet. In diesem Raum waren Mercurius-Statuetten zwar häufig anzutreffen, da Mercurius auch von den Germanen verehrt wurde. Allerdings belege der Fund in unmittelbarer Nachbarschaft zur frühesten Verkehrsverbindung in dieser Region, dem Mauspfad, auch den über Jahrhunderte bestehenden Handelsweg, der mit Funden aus der La-Tène-Zeit und der Hallstattzeit entstehungsgeschichtlich in das 7. Jahrhundert vor Christus zu datieren sei.

## Schulen und Bevölkerung
Im Jahre 1716 wurde eine katholische Volksschule in Richrath eingerichtet, die auch von Kindern aus Berghausen, Immigrath und Wiescheid besucht wurde. Diese Schule wurde 1968 einerseits in die Katholische Grundschule Zehntenweg – Martinusschule (heute Grundschule Richrath-Mitte, kath. Teilstandort) überführt, zum anderen in die Gemeinschafts-Hauptschule Jahnstraße. Letztere, die Wilhelm-Würz-Schule, ist aufgrund sinkender Schülerzahlen zu Beginn des 3. Jahrtausends mit der Gemeinschafts-Hauptschule Fahlerweg in Immigrath zusammengelegt worden. Im Jahre 1965 wurde zudem am Götscher Weg die Gemeinschafts-Grundschule Götscher Weg eingerichtet. Diese ist mit der Gemeinschafts-Grundschule Zehntenweg aus der 1911 gegründeten Evangelischen Volksschule hervorgegangen.
In Richrath leben zurzeit (Stand 31. Dezember 2006) 15.367 Menschen. Richrath ist damit nach Immigrath der zweitgrößte Stadtteil. (Quelle: Stadt Langenfeld)

## Wirtschaft und Verkehr
Richrath liegt am ältesten Handelsweg durch das Rheinland, dem Mauspfad. Seinen Namen verdankt der Mauspfad aber nicht etwa Mäusen, sondern seinem Verlauf durch das Moor (Maus = Moos oder eben Moor). Dieser Fußweg verlief einst zwischen dem Rheingau und Essen, wo er den Hellweg erreichte. Seinen Verlauf zeichnen in Langenfeld in etwa die Opladener Straße, die Talstraße, die Richrather Straße sowie die Hildener Straße nach. Kennzeichnend für diesen einstigen Trampelpfad waren im Übrigen Gräberfelder an seiner Seite. Das moderne Gräberfeld am Ortseingang von Immigrath aus kommend, steht allerdings nur in einer alten germanischen Tradition und ist jüngeren Datums. Dagegen wurden germanische Gräberfelder am Neuburger Hof, am Hagelkreuz sowie am Richrather Zollhaus entdeckt. Dort befindet sich mit dem alten und dem neuen Zollhaus auch ein Überbleibsel aus dieser Zeit, nämlich eine Art ehemaliger Mautstelle in Richtung Hilden.
Heutzutage hat Richrath an der Bundesautobahn 59 eine eigene Abfahrt und ist über die Berghausener Straße mit dieser Abfahrt sowie der Bundesstraße 8 verbunden. Über Winkelsweg und Schneiderstraße besteht zudem Anschluss an die A 3 sowie die A 542. Ein eigener Haltepunkt an der Bahnstrecke Speldorf-Richrath-Immigrath-Opladen-Morsbroich-K-Mülheim-Troisdorf besteht seit den 1980er Jahren nicht mehr. Der öffentliche Personennahverkehr wird inzwischen mit Bussen der Rheinbahn-Linien 785 und 790 abgewickelt.
Dennoch prägte zunächst weniger der Mauspfad als frühester Handelsweg im Rheinland die Entwicklung des Ortsteils, sondern es waren mehr Ackerbau und Viehzucht. Daneben wurden die Bäche teils wirtschaftlich durch Wasserkraft genutzt. Zu nennen sind hier besonders zwei Mühlen, die Riethrather Mühle am Riethrather Bach sowie die Götscher Mühle am Götscher Bach. An Assenbach und Burbach ist zudem seit 1757 das Handwerk des Bleichens nachweisbar, wie auch am Gladbach in Immigrath. Heutzutage ist Richrath ein beliebtes Wohnquartier, Gewerbe und Industrie (durch die verkehrsgünstige Lage bedingt) ist am Ostrand zur A 3, in der Hardt vorhanden. Dort breitet sich das Industriegebiet Ost aus, das sich die alten Gemarkungen Richrath und Immigrath teilen.

## Vereinsleben
Richrath ist stark durch ein reges Vereinsleben geprägt. Insbesondere Traditions- und Sportvereine sind hier zu nennen.

### Traditionsvereine
- Richrather St. Sebastianus Schützenbruderschaft
- Richrather Karnevalsverein schwarz-weiß von 1977 e. V.[15]

### Sportvereine
- Tuspo Richrath
- Richrather Sportverein RSV 08
- Langenfelder Tennis Club – LTC
- Anglerverein Petri Heil

## Feuerwehr Langenfeld – Löschgruppe Richrath
Die Feuerwehr Richrath ist Teil der Langenfelder Freiwilligen Feuerwehr. Als Löschgruppe 3 der Freiwilligen Feuerwehr verfügt die Gruppe über ein Löschgruppenfahrzeug LF20 und ein Mannschaftstransportfahrzeug MTF. Das letztgenannte Fahrzeug wurde anlässlich der 100-Jahr-Feier der Löschgruppe am 24./25. Mai 2008 feierlich übergeben.

## Persönlichkeiten
Personen, die lange in Richrath lebten und sich in besonderer Weise um Richrath verdient gemacht haben, waren (in alphabetischer Reihenfolge):
- Heinrich Wilhelm Boddenberg, Pfarrer in St. Martin und Gründer des Krankenhauses St. Martinus
- Theodor Breuer, Pfarrer in St. Martin und Gegner des NS-Regimes
- Rolf D. Gassen, langjähriger stellv. Bürgermeister – 15 Jahre – und 25 Jahre Fraktionsvorsitzender der FDP im Rat der Stadt Langenfeld. Goldener Ehrenringträger der Stadt, Träger des Bundesverdienstkreuzes und der silbernen Plakette der IHK für Verdienste in der Berufsbildung. Ehrenmitglied der Langenfelder Herzstiftung und Förderer vieler Vereine. Ombudsmann der LVR-Klinik Langenfeld für Angelegenheiten der psychisch kranken Patienten. Seit Mai 2013 Sprecher für Patientenschutz in der Gesundheits- und Pflegekonferenz des Kreises Mettmann.
- Hans Litterscheid (* 24. Dezember 1921 in Richrath; † 3. Januar 2014 in Langenfeld), Bürgermeister der Stadt Langenfeld von 1961 bis 1989, ehemaliger Landtagsabgeordneter, Ehrenbürger der Stadt und Träger des Bundesverdienstkreuzes sowie des Verdienstordens des Landes NRW
- Hermann Ludovici (1731–1802), Pfarrer in St. Martin von 1767 bis 1802, Verfasser einer so genannten „Richrather Chronik“